# Tepeuxila Cuicatec jezik
Tepeuxila Cuicatec jezik (ISO 639-3: cux), indijanski jezik iz Meksika kojim govori oko 8 500 Cuicatec Indijanaca (1990 popis) u 16 naselja na sjeverozapadu države Oaxaca. Glavno je stredište San Juan Tepeuxila u distriktu Cuicatlán.
Pripada podskupini cuicatec, široj skupini mixtec-cuicatec, mikstečka porodica.

## Vanjske poveznice
- Ethnologue (14th)
- Ethnologue (15th)
- The Kwikateko Language